# Milan Děžinský
Milan Děžinský (* 17. července 1974, Kyjov) je český básník, překladatel. Absolvoval Univerzitu J. E. Purkyně, obor učitelství, aprobace ČJ – AJ.

## Životopis
Do literatury vstoupil v polovině devadesátých let v Ústí nad Labem, kde společně s Radkem Sárközim založil a spoluredigoval studentský časopis Okruh. Vydal sbírky Černá hodinka, Kašel mé milenky, Slovník noci, Přízraky a Tajný život. Jeho druhá sbírka se setkala s velmi dobrým ohlasem u kritiků. Básnické sbírky Slovník noci, Přízraky a Tajný život byly nominovány na cenu Magnesia Litera za poezii. Milan Děžinský překládá z angličtiny (Dickinsonová, Norton, Dawe, W. C. Williams, Oldsová aj.) Jeho básně, recenze a překlady byly publikovány mj. v časopise Host, Weles, Aluze, Tvar, Pandora a v různých sbornících a překlady jeho básní v mnoha zahraničních periodikách, především v Německu, Polsku a anglicky mluvících zemích. Jeho báseň After a Car Crash (v originále Pelechov) byla v roce 2025 publikována v prestižním literárním americkém periodiku The New York Review of Books.
Milan Děžinský je spiritus agens a inspirátor ročenky Nejlepší české básně, která vydávalo nakladatelství Host od roku 2009 do roku 2019. Jeho básně byly pravidelně v ročence Nejlepší české básně (Host 2009, 2011, 2012, 2013, 2014, 2017) uváděny. V roce 2014 byl nominován na Drážďanskou cenu lyriky a v roce 2016 se stal prvním laureátem mezinárodní Ceny Václava Buriana za poezii. V roce 2018 získal Moleskin Literu za poezii za sbírku Obcházení ostrova.
Žije v Roudnici nad Labem. V roce 2018 poukázal v jedné své básni na podivné pojmenování roudnického ostrova Claudie Stublera, který byl vzápětí přejmenován.
Aktivně se angažuje ve veřejném životě a v politice na komunální úrovni. V roce 2018 ve volbách do zastupitelstev obcí byl v Roudnici nad Labem zvolen zastupitelem za Akci R.

## Dílo
- Černá hodinka (Velarium, 1996)
- Kašel mé milenky (Host, 1997)
- Slovník noci (Host, 2003)
- Přízraky (Host, 2007)
- Tajný život (Host, 2012)
- Obcházení ostrova (Host, 2017)
- Hotel po sezóně (Host 2020)
- Šestý prst (Host 2022)

## Překlady
- Sharon Oldsová: Papežův penis a jiné básně (Host, 2014) (společně s Yvetou Shanfeldovou)

## Překlady do jiných jazyků
- Geheimes Leben (hochroth Leipzig, 2019) -- německý překlad autorského výboru ze tří básnických sbírek, přeložila Kristina Kallert
- Obchodzenie wyspy (Convivo, 2021) -- polský překlad Obcházení ostrova, přeložila Zofia Bałdyga
- A Secret Life (Blue Diode Press Edinburgh, 2021) -- anglický překlad sbírky Tajný život, přeložil Nathan Fields